# The Fixer (Roman)
The Fixer, im Englischen bisweilen auch angegeben mit The Man from Kiev (Der Mann aus Kiew), ist ein Roman des jüdisch-amerikanischen Schriftstellers Bernard Malamud (1914–1986). Er wurde 1966 auf Englisch veröffentlicht und basiert auf wahren Begebenheiten: der Geschichte des Juden Menachem Mendel Beilis, der zu Unrecht des Mordes an einem christlichen Jungen im zaristischen Russland beschuldigt wurde. Das Buch wurde 1967 mit dem National Book Award und dem Pulitzer-Preis für Belletristik ausgezeichnet. Im Jahr 1968 wurde der Roman von Regisseur John Frankenheimer nach einem Drehbuch von Dalton Trumbo verfilmt. Der deutsche Filmtitel heißt Ein Mann wie Hiob.
Das Buch zählte zu den „11 Banned Books“ in der Rechtssache Island Trees School District v. Pico vor dem Obersten Gerichtshof (1982).
Die englische Ausgabe von Mendel Beilis' Memoiren, The Story of My Sufferings, war 1926 erschienen.